# Kanonicy regularni św. Frygidiana
Kanonicy regularni św. Frygidiana (wł. Canonici regolari di San Frediano di Lucca) – dawna kongregacja kanoników regularnych św. Augustyna, istniejąca we Włoszech w XI–XVI wieku. Jej macierzystym domem była prepozytura św. Frygidiana (San Frediano) w Lukce.

## Historia
Istnienie w Lukce kościoła pod wezwaniem św. Frygidiana jest poświadczone w 685. Początkowo zamieszkiwali w nim mnisi benedyktyńscy. W bliżej nieustalonym punkcie czasowym (najpóźniej w pierwszej połowie X wieku) benedyktyński klasztor został jednak przekształcony w prepozyturę kanoników. Była ona jedną z pierwszych wspólnot kanonickich, które w połowie XI wieku przyjęły regułę św. Augustyna w jej rygorystycznej formule, przewidującej m.in. wyrzeczenie się własności prywatnej przez kanoników. Obradujący w 1059 synod na Lateranie zalecił wszystkim wspólnotom kanonickim przyjmowanie tej reguły. Kanonicy, którzy zaakceptowali tę regułę, zwani byli odtąd kanonikami regularnymi.
W 1061 biskup Lukki Anzelm został papieżem Aleksandrem II (1061–1073). Wspierał on tendencje reformatorskie w Kościele, w tym ruch kanoników regularnych. Prawdopodobnie dzięki jego protekcji prepozytura św. Frygidiana stała się ośrodkiem kongregacji grupującej więcej domów kanonickich, które przyjęły regułę obowiązującą w tej prepozyturze i w mniejszym lub większym zakresie uznawały zwierzchność przeora od św. Frygidiana. Wiadomo, że sprowadził on lukkańskich kanoników regularnych do bazyliki laterańskiej w Rzymie w celu zreformowania tamtejszej, zdemoralizowanej wspólnoty kanonickiej, a w 1068 wydał pierwszy znany przywilej protekcyjny Stolicy Apostolskiej dla prepozytury św. Frygidiana. Ta pierwsza obecność kanoników św. Frygidiana na Lateranie trwała jednak krótko, zapewne nie dłużej niż do czasu schizmy wibertyńskiej (1084–1100), gdy kontrolę nad Lateranem przejęli ponownie świeccy kanonicy, w większości przeciwni reformom duchowieństwa.
XII stulecie może uchodzić za „złoty wiek” kongregacji św. Frygidiana. W ciągu tego stulecia otrzymała liczne przywileje protekcyjne od papieży i cesarzy. Papież Paschalis II (1099–1118) podporządkował jej kapitułę katedralną w Citta di Castello oraz ponownie sprowadził ją do bazyliki laterańskiej. Członkami kongregacji św. Frygidiana byli dwaj kolejni papieże: Celestyn II (1143–1144) i Lucjusz II (1144–1145). Kanonikom nadane zostały także dwa tytularne kościoły kardynalskie w Rzymie: S. Maria Nuova (1141) i S. Croce in Gerusalemme (1144). Na podstawie przywilejów papieskich, każdy kardynał diakon S. Maria Nuova, oraz każdy kardynał prezbiter S. Croce in Gerusalemme, musiał wywodzić się ze wspólnoty św. Frygidiana.
Wiek XIII zapoczątkował schyłek kongregacji. W 1299 papież Bonifacy VIII odebrał kanonikom regularnym bazylikę laterańską i utworzył w niej świecką kapitułę z kardynałem archiprezbiterem na czele. W ciągu XIV wieku kongregacja utraciła swoje kościoły w Rzymie na rzecz oliwetanów (S. Maria Nuova w 1352) i kartuzów (S. Croce in Gerusalemme w 1370). W XV wieku większość podległych jej wspólnot przyłączyła się do kanoników regularnych Kongregacji Laterańskiej. Ostatecznie w 1517 kongregacja św. Frygidiana w całości połączyła się z kanonikami laterańskimi.

## Domy kongregacji
W czasach swego rozkwitu kongregacja św. Frygidiana liczyła co najmniej piętnaście wspólnot kanonickich na terenie Włoch:
- S. Frediano w Lukce (dom macierzysty)
- bazylika laterańska w Rzymie
- S. Croce in Gerusalemme w Rzymie
- S. Maria Nuova w Rzymie
- S. Salvatore in Mustiolo w Lukce
- S. Giovanni in Capite Borgo w Lukce
- S. Pantaleone w Lukce
- S. Maria Assunta w Monteveglio (diecezja bolońska)
- S. Salvatore w Ficarolo (diecezja Ferrary)
- S. Martino w Sienie
- S. Andrea w Carraria (diecezja Luni)
- Ss. Quaranta w Treviso
- S. Bartolomeo di Monte Scalocchio (diecezja Volterra)
- S. Florido w Citta di Castello
- S. Pietro koło Pistoia

## Papieże i kardynałowie z Kongregacji św. Frygidiana
Z kongregacji tej wywodziło się co najmniej jedenastu kardynałów, z czego dwóch zostało papieżami:
- Gerardo Caccianemici, kardynał prezbiter S. Croce in Gerusalemme (1123–1144), papież Lucjusz II (1144–1145)
- Guido di Castello, kardynał diakon S. Maria in Via Lata (1129–1133), kardynał prezbiter S. Marco (1133–1143), papież Celestyn II (1143–1144)
- Giovanni Caccianemici, kardynał diakon S. Maria Nuova (1143–1152)
- Ubaldo, kardynał prezbiter S. Croce in Gerusalemme (1144–1170)
- Bernardo (przeor Lateranu), kardynał diakon (1144–1145), kardynał prezbiter S. Clemente (1145–1158), kardynał biskup Porto e S. Rufina (1158–1176)
- Girolamo, kardynał diakon S. Maria Nuova (1166–1167)
- Ardoino da Piacenza, kardynał diakon S. Maria in Via Lata (1178), kardynał prezbiter S. Croce in Gerusalemme (1178–1183)
- Matteo, kardynał diakon S. Maria Nuova (1178–1182)
- Albino, kardynał diakon S. Maria Nuova (1182–1185), kardynał prezbiter S. Croce in Gerusalemme (1185–1189), kardynał biskup Albano (1189–1196)
- Bernardo, kardynał diakon S. Maria Nuova (1188–1193), kardynał prezbiter S. Pietro in Vincoli (1193–1204)
- Leone Brancaleone, kardynał diakon S. Lucia in Septisolio (1200–1202), kardynał prezbiter S. Croce in Gerusalemme (1202–1224)